# Coppa delle Fiere 1961-1962
La quarta edizione della Coppa delle Fiere venne disputata nella stagione 1961-62. Ci furono cinque rappresentative di alcune delle principali città europee, tre delle quali uscirono al primo turno. La competizione fu vinta dal Valencia, che sconfisse in finale il Barcellona.

## Torneo

### Sedicesimi di finale
| Squadra 1            | Totale | Squadra 2         | Andata | Ritorno |
| -------------------- | ------ | ----------------- | ------ | ------- |
| Losanna              | bye    |                   |        |         |
| Valencia             | 7 - 1  | Nottingham Forest | 2 - 0  | 5 - 1   |
| Union Saint-Gilloise | 1 - 5  | Hearts            | 1 - 3  | 0 - 2   |
| Colonia              | 4 - 4  | Inter             | 4 - 2  | 0 - 2   |
| Īraklīs              | bye    |                   |        |         |
| Milan                | 0 - 2  | Novi Sad XI       | 0 - 0  | 0 - 2   |
| Strasburgo           | 3 - 13 | MTK Budapest      | 1 - 3  | 2 - 10  |
| Spartak ZJS Brno     | 3 - 6  | Lipsia XI         | 2 - 2  | 1 - 4   |
| Hannover 96          | 0 - 3  | Espanyol          | 0 - 1  | 0 - 2   |
| Birmingham City      | bye    |                   |        |         |
| Basilea XI           | 2 - 5  | Stella Rossa      | 1 - 1  | 1 - 4   |
| Hibernian            | 6 - 4  | Belenenses        | 3 - 3  | 3 - 1   |
| Olympique Lione      | 6 - 7  | Sheffield Weds    | 4 - 2  | 2 - 5   |
| Roma                 | bye    |                   |        |         |
| Berlino Ovest XI     | 1 - 3  | Barcellona        | 1 - 0  | 0 - 3   |
| Staevnet XI          | 4 - 9  | Dinamo Zagabria   | 2 - 7  | 2 - 2   |

#### Ripetizione
| Squadra 1 | Risultato | Squadra 2 |
| --------- | --------- | --------- |
| Colonia   | 3 - 5     | Inter     |

### Ottavi di finale
| Squadra 1      | Totale | Squadra 2       | Andata | Ritorno |
| -------------- | ------ | --------------- | ------ | ------- |
| Losanna        | 3 - 4  | Valencia        | 3 - 4  | n.d.    |
| Hearts         | 0 - 5  | Inter           | 0 - 1  | 0 - 4   |
| Īraklīs        | 3 - 10 | Novi Sad XI     | 2 - 1  | 1 - 9   |
| MTK Budapest   | 3 - 3  | Lipsia XI       | 3 - 0  | 0 - 3   |
| Espanyol       | 5 - 3  | Birmingham City | 5 - 2  | 0 - 1   |
| Stella Rossa   | 5 - 0  | Hibernian       | 4 - 0  | 1 - 0   |
| Sheffield Weds | 4 - 1  | Roma            | 4 - 0  | 0 - 1   |
| Barcellona     | 7 - 3  | Dinamo Zagabria | 5 - 1  | 2 - 2   |

#### Ripetizione
| Squadra 1    | Risultato | Squadra 2 |
| ------------ | --------- | --------- |
| MTK Budapest | 2 - 0     | Lipsia XI |

### Quarti di finale
| Squadra 1      | Totale | Squadra 2    | Andata | Ritorno |
| -------------- | ------ | ------------ | ------ | ------- |
| Valencia       | 5 - 3  | Inter        | 2 - 0  | 3 - 3   |
| Novi Sad XI    | 2 - 6  | MTK Budapest | 1 - 4  | 1 - 2   |
| Espanyol       | 2 - 6  | Stella Rossa | 2 - 1  | 0 - 5   |
| Sheffield Weds | 3 - 4  | Barcellona   | 3 - 2  | 0 - 2   |

### Semifinali
| Squadra 1    | Totale | Squadra 2    | Andata | Ritorno |
| ------------ | ------ | ------------ | ------ | ------- |
| Valencia     | 10 - 3 | MTK Budapest | 3 - 0  | 7 - 3   |
| Stella Rossa | 1 - 6  | Barcellona   | 0 - 2  | 1 - 4   |

### Finale
| Squadra 1 | Totale | Squadra 2  | Andata | Ritorno |
| --------- | ------ | ---------- | ------ | ------- |
| Valencia  | 7 - 3  | Barcellona | 6 - 2  | 1 - 1   |